# Salacia tuberculata
Salacia tuberculata är en benvedsväxtart som beskrevs av Ralph Anthony Blakelock. Salacia tuberculata ingår i släktet Salacia och familjen Celastraceae. Utöver nominatformen finns också underarten S. t. ngaziensis.